# 新延修三
新延 修三（にいのべ しゅうぞう、1905年2月2日 - 1985年5月10日）は、新聞記者、随筆家。
大阪生まれ。1928年慶應義塾大学卒。東京朝日新聞社入社、学芸部次長、社会部次長、1942年マカッサル支局長、43年ジャワ新聞出版部長。46年2月帰還。8月中京新聞社編集局長に出向。1950年朝日新聞社に戻る。『婦人朝日』『アサヒグラフ』編集長。60年定年退職。随筆雑誌『いさり火』主宰。

## 著書
- 『ぐらふ記者』有紀書房 1959
- 『朝日の部長さん 朝日新聞を興した人びと』原書房 1972
- 『朝日新聞の作家たち 新聞小説誕生の秘密』波書房 1973
- 『朝日新聞の紛争と村山於藤』永田書房 1973
- 『われらヒラ記者 朝日新聞を築いた人たち』波書房 1973

## 注
1. ↑  訃報「朝日新聞」5月11日
2. ↑  『朝日新聞の作家たち』著者紹介